# Septuor pour vents

Le Septuor à vents en mi bémol majeur est un septuor pour flûte traversière, hautbois, clarinette, clarinette basse, basson, cor et trompette de Paul Hindemith, composé en 1948.
D'une durée approximative de 16 minutes, il est édité par les éditions musicales Schott. Le musicologue Harry Halbreich écrit à son propos : "On ne connaît guère le "Septuor à vents" (...), qui adjoint à l'effectif habituel du quintette à vents une clarinette basse et une trompette ; c'est bien dommage, -car Hindemith y renouvelle la parfaite réussite de sa juvénile "Petite musique de chambre" avec une égale fraîcheur et un aussi savoureux humour."

## Structure
Le septuor comprend cinq mouvements :
1. Vif
2. Intermezzo
3. Variations
4. Intermezzo
5. Fugue, vieille marche bernoise